# Anobium punctatum

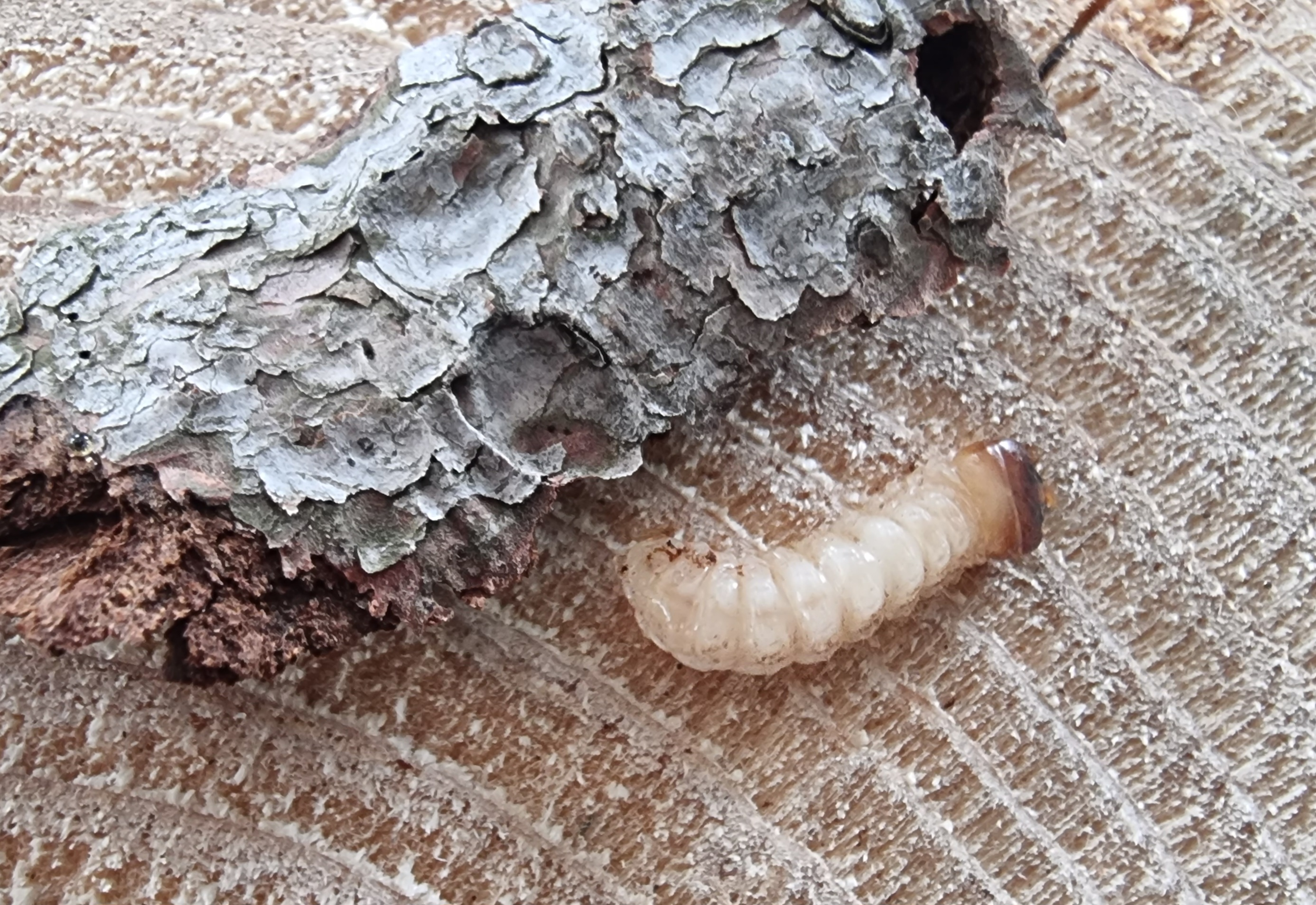
Tarlo del legno in versione larva in una pianta di abete - Alpi Nord occidentali

Anobium punctatum (De Geer, 1774) è un insetto che si nutre della polpa del legno. La sua disposizione xilofaga è infatti all'origine del più comune appellativo di tarlo del legno, o anche tarlo dei mobili.
Appartiene all'ordine dei coleotteri, sottordine Polyphaga.

## Caratteristiche

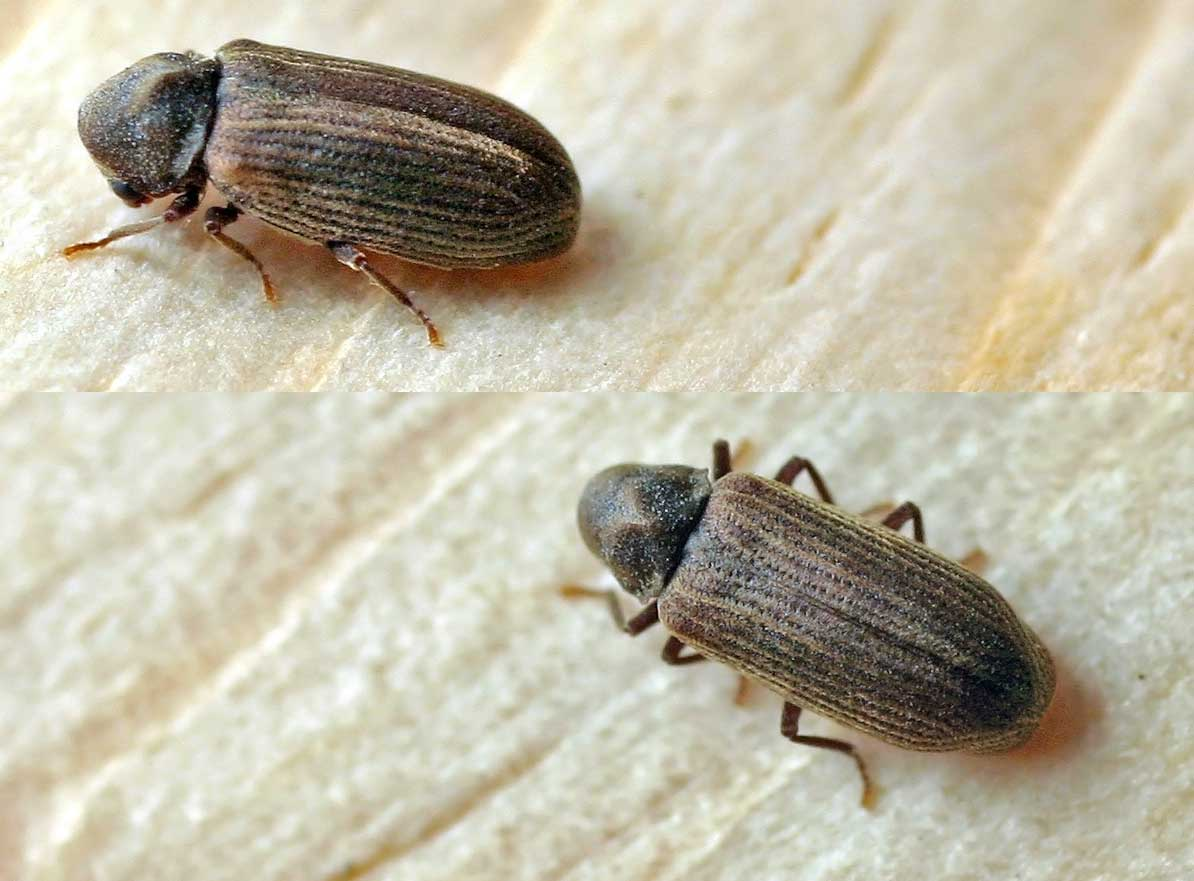
A. punctatum, vista laterale e dall'alto.

Di forma cilindrica, con elitre marrone scuro, A. punctatum raggiunge una lunghezza che varia tra i 3 e i 5 mm. Il pronoto è simile ad un cappuccio da frate che copre la testa dell'insetto. Le antenne sono separate alla base e caratterizzate dal fatto che gli ultimi tre articoli sono considerevolmente più lunghi e larghi dei precedenti.
Gli esemplari femmina di A. punctatum depongono le uova (tra le 20 e le 60) in vecchi fori di sfarfallamento e/o in fessurazioni del legno. Dopo 4-5 settimane le larve appena schiuse penetrano all'interno scavando gallerie dal diametro di appena 1–2 mm, ivi stanziano fino a metamorfosi completa. Le larve si nutrono di cellulosa ed amido, e depositano fibre di legno ed escrementi, ovvero il “rosume”. Una volta terminato il suo ciclo di sviluppo, la larva si impupa sotto la superficie del legno. Dalla pupa fuoriesce l'adulto per sfarfallare all'esterno, lasciando dei caratteristici fori, dal diametro di 2 mm circa, indicativi del suo passaggio. L'incubazione all'interno del legno può durare anche più di 3-4 anni.
La presenza dei fori sulla superficie legnosa, i caratteristici fori di sfarfallamento, è indicativa quindi di uno sviluppo già terminato. All'interno del legno restano infatti soltanto le gallerie vuote, gallerie che rappresentano una grave minaccia sia per la salute di fusti vivi che per l'integrità della mobilia e di qualsiasi manufatto in legno, in quanto compromettono le funzioni vitali nei primi e la stabilità e robustezza nei secondi. 
Le condizioni di temperatura minima necessaria all'accrescimento del tarlo del legno è di 13-14 °C e l'umidità relativa deve essere superiore al 50%. In generale A. punctatum predilige deporre le uova nel legno situato in ambienti domestici perché questo è di più facile digeribilità e lontano da condizioni atmosferiche sfavorevoli. Il variare della temperatura rende impossibile tracciare una cronologia assoluta della metamorfosi di A. punctatum, cosicché possono verificarsi episodi di sfarfallamento anticipati o ritardati rispetto alla norma.
I tarli anobidi possono essere parassitati da acari come Pyemotes ventricosus o altri insetti come Sclerodermus domesticus e Cephalonomia gallicola, parassitoidi che possono rendersi responsabili di dermatiti nell'uomo.

## Difesa dai danni

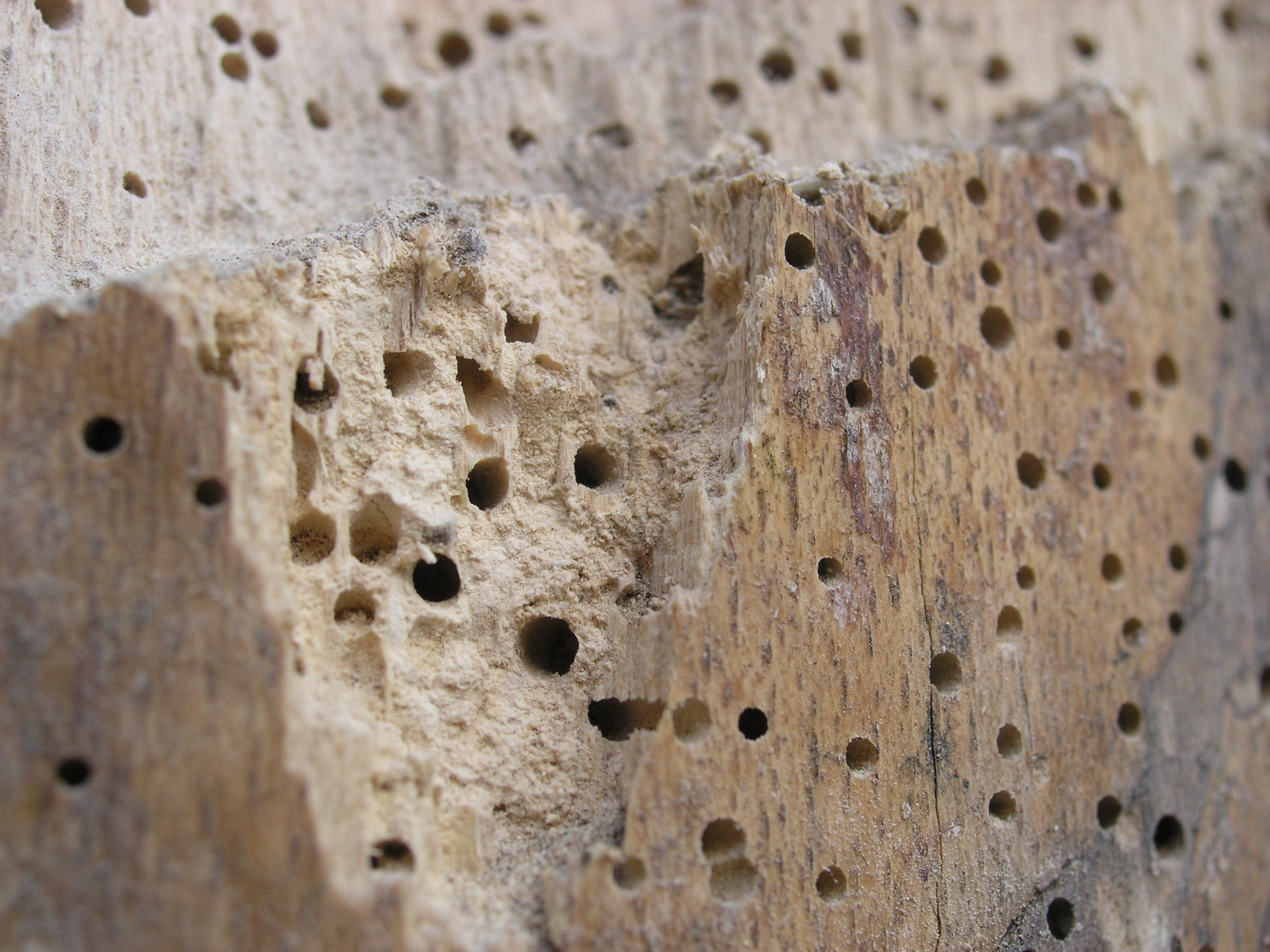
Al contrario di quanto comunemente si crede, i fori lasciati da A. punctatum sono di uscita e non d'entrata: quando compaiono sulla superficie del legno i danni sono già stati arrecati.

Per bloccare un'infestazione di A. punctatum ci si orienta frequentemente all'utilizzo di appositi insetticidi, come la permetrina. Gli insetticidi in forma liquida tuttavia difficilmente riescono a penetrare il legno ed eliminare al 100% gli infestanti.
Un sistema di lotta ecologica, per pezzi di piccole dimensioni, consiste nel riporre l'oggetto infestato in un congelatore per alcuni giorni. La bassa temperatura infatti uccide le larve, ma occorre preventivamente valutare i danni che il freddo potrebbe provocare ai manufatti. L'ultimo metodo introdotto per la lotta agli anobidi in generale, tra cui l'Anobium punctatum, è il metodo anossico. Questo sistema, introdotto nell'ultimo quindicennio, ha il vantaggio di essere contemporaneamente innocuo per i materiali, ma efficace con l'insetto infestante in ogni stadio di vita: uova, larva, pupa e adulto.

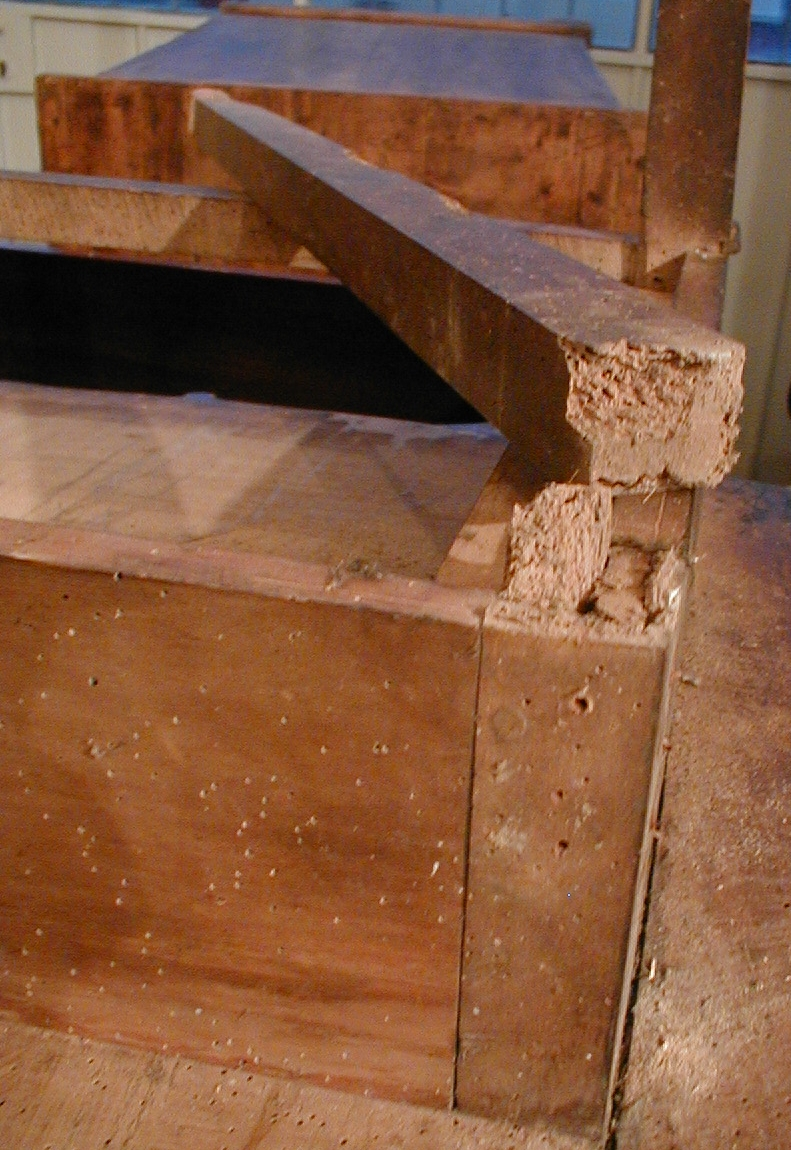
Danni causati da un attacco di Anobium punctatum su un tavolo in noce

Oggi ci sono nuovi trattamenti per la disinfestazione dei tarli tramite calore, come il trattamento a microonde e termico ad aria calda. Tali trattamenti sono impiegati per eliminare in modo ecocompatibile e definitivo i tarli e altri parassiti dannosi in tutte le loro forme biologiche (uovo, larva, pupa, adulto) che attaccano mobili antichi, travi, capriate, boiserie, parquet e tutti i manufatti di arredo in legno. La disinfestazione tramite le microonde avviene sfruttando l'energia elettromagnetica per scaldare l'oggetto. La presenza di oggetti metallici può provocare bruciature.
Il trattamento aerotermico porta alla temperatura desiderata di 57 °C il manufatto in maniera omogenea e non risente della presenza di metalli.
È, inoltre, solitamente più economico.

## Galleria d'immagini

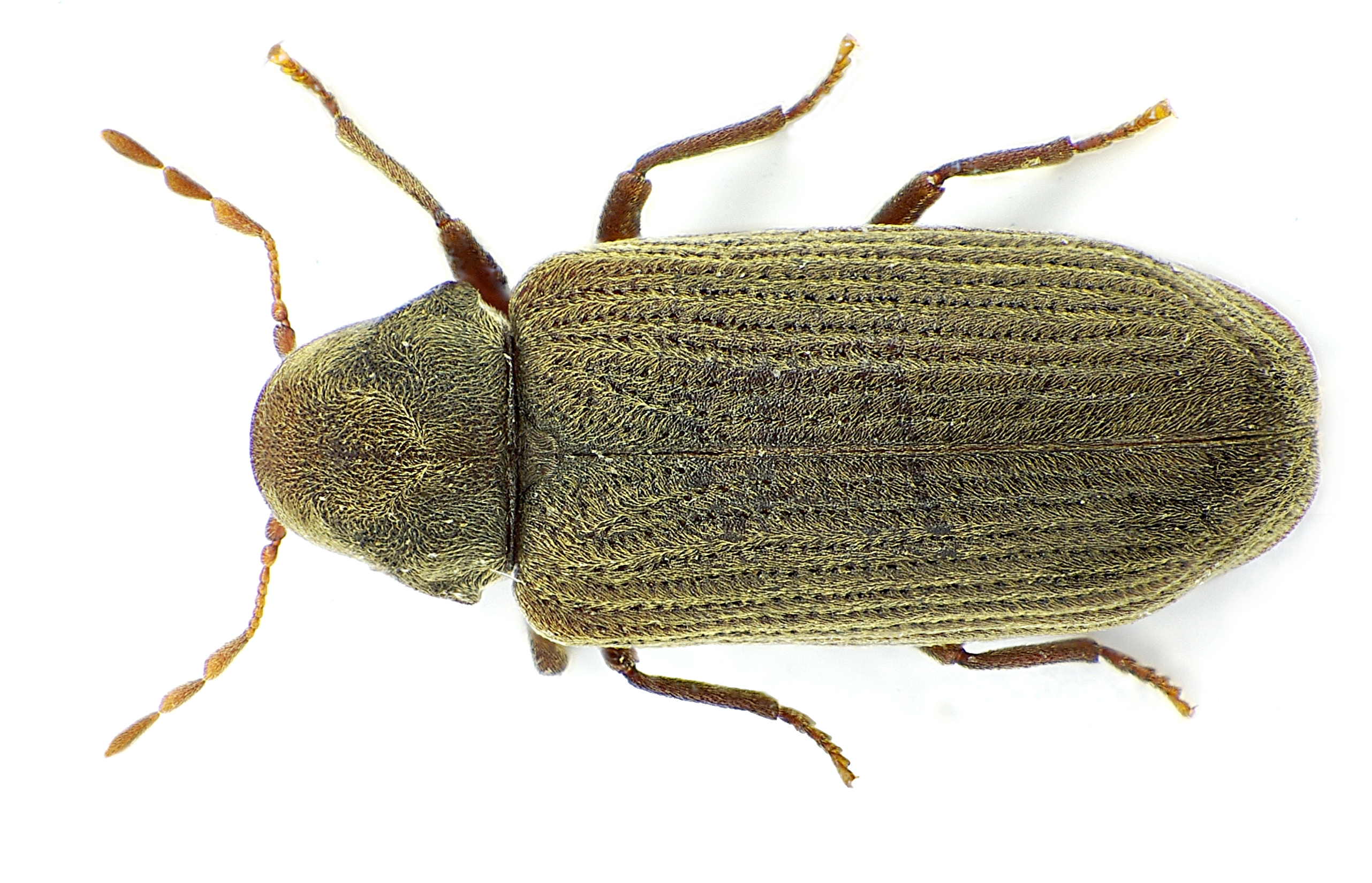
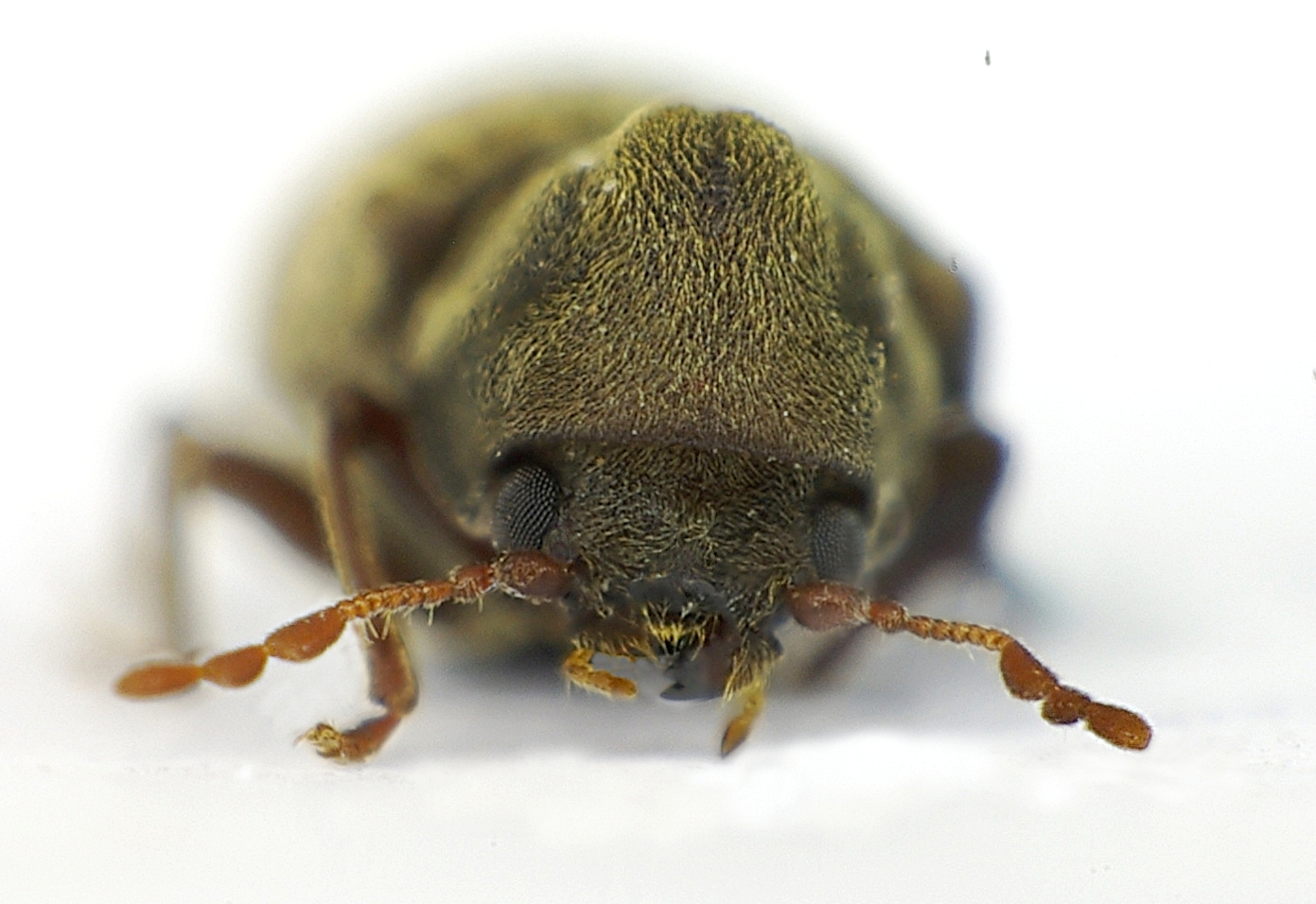
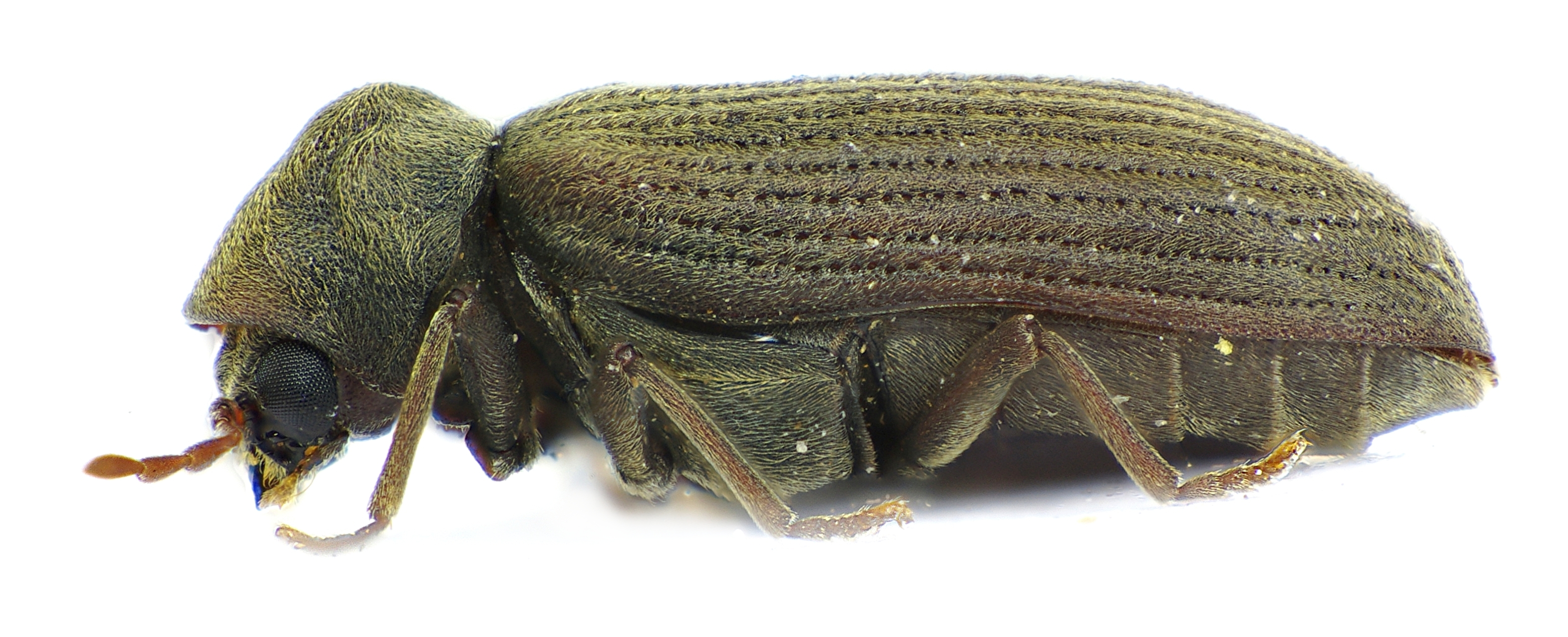
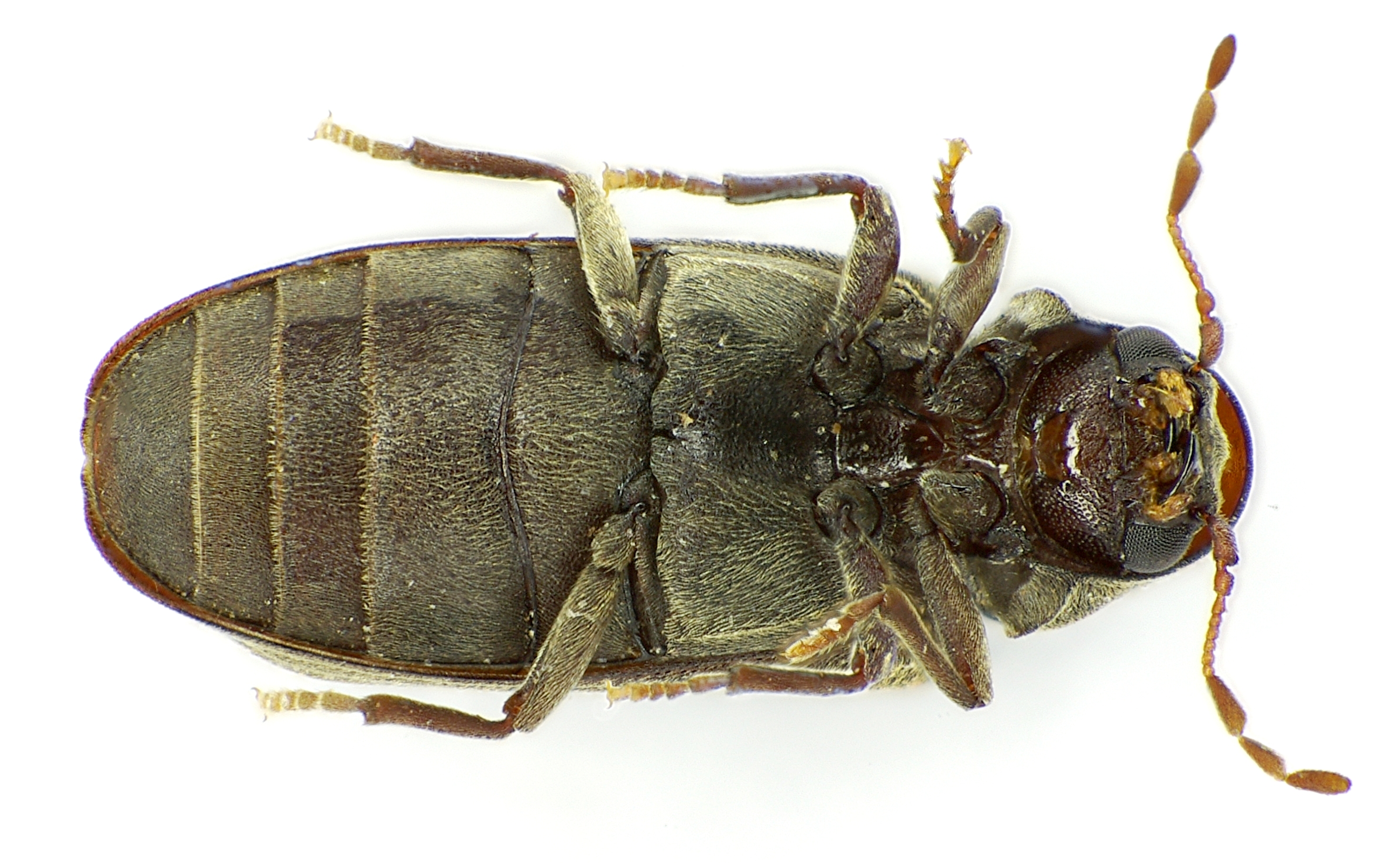